# Эффект неоднозначности
Эффект неоднозначности (парадокс Эллсберга) — это когнитивное искажение, в котором принятие решения страдает из-за недостатка информации или неоднозначности. Эффект предполагает, что люди стремятся выбрать решение, для которого вероятность благоприятного исхода известна, по сравнению с решением, когда вероятность благоприятного исхода неизвестна. Эффект был открыт Даниэлем Эллсбергом в 1961 году. Эксперименты Эллсберга показали, что для многих людей риск (известная вероятность) и неопределённость (неизвестная вероятность) — суть разные понятия.
Примеры Эллсберга показывают проблемы с концепцией Сэвиджа, по которой с неопределённостью можно работать так же, как с риском, заменив объективные вероятности субъективными.

## Задача «двух урн» (Эллсберг)
Имеются две урны, в каждой из которых в общей сложности 100 красных и чёрных шаров. В первой урне 50 красных и 50 чёрных шаров. Количество чёрных (и, соответственно, красных) шаров во второй урне неизвестно. Из каждой урны случайным образом вынимается по одному шару. Участника эксперимента просят выбрать урну и сделать ставку на цвет шара. В случае угадывания он получает 100 долларов, а в случае проигрыша — ничего не теряет. В ходе эксперимента выяснилось, что люди склонны выбирать первую урну, где вероятность выигрыша (и риск проигрыша) определена, и избегают неопределённого риска, связанного с выбором второй урны. При предоставлении урн по отдельности испытуемые не отдавали предпочтения какому-либо цвету.

## Задача «с одной урной» (Эллсберг)
Имеется одна урна, в которой находятся 30 красных шаров и 60 чёрных и жёлтых шаров в неизвестном соотношении. Из урны вынимается один шар, а участника спрашивают, ставит ли он (1) на красный шар или (2) на чёрный? При тех же условиях можно задать и другой вопрос: ставить ли (3) на красный или жёлтый или (4) чёрный или жёлтый? Наиболее частыми ответами являются: 1 и 4:654.

## Объяснение
Одно из возможных объяснений состоит в том, что люди используют эвристическое правило избегать вариантов, в которых информация отсутствует.